# Сэргэ-Бэс
Сэргэ-Бэс, Серге-Бес (якут.  ) — село (по другим данным — посёлок) в Амгинском улусе Якутии России. Входит в состав Сулгачинского наслега. Большинство жителей якуты. Население 259 чел. (2021) .

## География
Село расположено на юго-востоке Центральной Якутии, на реке Быкы, вблизи её впадения в р. Амга. Вокруг села десятки озёр.
Уличная сеть: ул. Вторая, ул. Л. И. Александрова, ул. Первая, ул. Третья.
Расстояние до улусного центра — села Амга — 90 км, до центра наслега с.Сулгаччы — 10 км.

## История
Постановлением Палаты Республики Государственного Собрания (Ил Тумэн) Республики Саха (Якутия) от 24 декабря 1999 года ПР № 177–II Серге-Бес включён в учётные данные административно–территориального деления Якутии . 
Согласно Закону Республики Саха (Якутия) от 30 ноября 2004 года N 173-З N 353-III посёлок (позднее — село) вошло в образованное муниципальное образование Сулгачинский наслег.

## Население
| 2002 | 2010 | 2021 |
| ---- | ---- | ---- |
| 252  | ↗265 | ↘259 |

Гендерный состав
По данным Всероссийской переписи населения 2010 года в гендерной структуре населения из 265 человек мужчин — 130, женщин — 135 (49,1	и 50,9 % соответственно).
Национальный состав
Согласно результатам переписи 2002 года, в национальной структуре населения якуты составляли 97 % от общей численности населения в 442 чел..

## Инфраструктура
МБОУ «Сэргэ-Бэсская ООШ», Сэргэ-Бэсский Центр Досуга.
Животноводство (мясо-молочное скотоводство, мясное табунное коневодство)

## Транспорт
Автодорога «Бетюн», ответвление от а/д «Амга».